# Blessed Are the Children
Blessed Are the Children è un film del 2016 diretto da Chris Moore.

## Trama
Traci Patterson, ventenne alla deriva che si sta riprendendo dalla morte del padre e dalla rottura con un fidanzato violento, scopre inaspettatamente di essere incinta. Con l'aiuto delle sue amiche, Erin e Mandy decide di interrompere la gravidanza, ma subito dopo aver lasciato la clinica, inizia ad essere perseguitata da qualcosa di veramente sinistro.

## Produzione
L'idea del film venne al regista Chris Moore mentre stava frequentando il settimo anno di una scuola cattolica ed era stato costretto a partecipare alle assemblee pro-vita.
Girato con un budget stimato di mille dollari, il film venne girato dal 3 maggio al 15 giugno del 2016.